# Antje Dammel
Antje Dammel (* 1976 in Groß-Gerau, Südhessen) ist eine deutsche Sprachwissenschaftlerin.

## Werdegang
Dammel studierte deutsche Philologie und vergleichende Sprachwissenschaft an der Universität Mainz. Im Jahre 2009 wurde sie promoviert. 
Von 2010 bis 2015 war sie Juniorprofessorin für Historische Sprachwissenschaft des Deutschen an der Universität Mainz, von 2015 bis 2017 Professorin für Germanistische Linguistik mit Schwerpunkt Variation und Wandel an der Universität Freiburg. 
Seit dem Sommersemester 2017 ist Antje Dammel Professorin an der Universität Münster. Dort hat sie in Nachfolge von Jürgen Macha die Professur für Sprachgeschichte und Grammatik inne. 2017 wurde sie zum Mitglied, im Oktober 2020 zur Vorsitzenden der Kommission für Mundart- und Namenforschung Westfalens gewählt. 

## Publikationen
- mit Damaris Nübling: Historische Sprachwissenschaft des Deutschen. Eine Einführung in die Prinzipien des Sprachwandels. Narr Francke Attempto 2006. ISBN 978-3-82-336212-8
- Konjugationsklassenwandel. Prinzipien des Ab-, Um-, Aus- und Aufbaus verbalflexivischer Allomorphie in germanischen Sprachen. Verlag Walter de Gruyter 2011. ISBN 978-3-11-024034-4
- mit Damaris Nübling, Mirjam Schmuck: Tiernamen – Zoonyme. In: Beiträge zur Namenforschung, 2 Bände, Universitätsverlag Winter 2015. ISBN 978-3-8253-6345-1
- mit Damaris Nübling, Sebastian Kürschner: Kontrastive Germanistische Linguistik. In: Germanistische Linguistik, 2 Bände, Olms Verlag 2010. ISBN 978-3-487-14418-4